# Oenothera editicaulis
Oenothera editicaulis är en dunörtsväxtart som beskrevs av Hudziok. Oenothera editicaulis ingår i släktet nattljussläktet, och familjen dunörtsväxter. Inga underarter finns listade i Catalogue of Life.